# Skibene stormer bastionerne
Skibene stormer bastionerne (russisk: Корабли штурмуют бастионы, translit.: Корабли штурмуют бастионы) er en sovjetisk historisk krigsfilm i farver fra 1953 produceret af Mosfilm og instrueret af Mikhail Romm.
Filmen handler om den russiske flådeofficer Fjodor Usjakov og Belejringen af Korfu (1798–99). Filmen er en efterfølger til filmen Admiral Usjakov, der blev udgivet tidligere på året.

## Medvirkende
- Ivan Pereverzev som Fjodor Fjodorovitj Usjakov
- Gennadij Judin som Dmitrij Nikolajevitj Senjavin
- Vladimir Druzjnikov som Vasiljev
- Aleksej Aleksejev som Jegor Metaksa
- Sergej Bondartjuk som Tikhon Aleksejevitj Prokofjev